# Joint Strike Fighter (Computerspiel)
Joint Strike Fighter ist ein 1997 entwickelter militärisches Flugsimulations-Spiel, das von Innerloop Studios entwickelt und von Eidos Interactive vermarktet wurde. Die Spielegrafik wurde später auch bei Project I.G.I. genutzt.
Das Spiel lässt den Spieler in die Rolle eines Geschwader-Kommandeurs einer nicht namentlich genannten, westlichen Allianz schlüpfen. Die Kampagne ist unterteilt in vier verschiedene (fiktive) Kriegs-Szenarios, welche sich in Afghanistan, Kolumbien, Korea und auf der Halbinsel Kola abspielen.
Der Spieler hat im Missionsmenü immer die Wahl zwischen einem der beiden nachfolgend Mehrzweckkampfflugzeuge, welche im Joint Strike Fighter Programm zur Verfügung stehen: die Lockheed Martin X-35 und die Boeing X-32. Der Spieler kann sich (einstellbar) von bis zu drei KI-Flügelmännern begleiten lassen. Neben der Option eine Kampagne zu spielen, kann man alternativ auch einen reinen Dogfight fliegen oder online andere Spieler suchen und gegen sie fliegen.
Weitere Features sind: Sollte nur ein lokales Netzwerk und kein Internet vorhanden sein, ist das vorher installierte Spiel auch ohne CD-ROM startbar und so im Netzwerk gegeneinander spielbar. Der Hostrechner braucht allerdings immer einen Datenträger des Spiels.